# Jardín Botánico de Hiroshima
El Jardín Botánico de Hiroshima, en japonés: 広島市植物公園 Hiroshima-shi Shokubutsu Kōen, es un jardín botánico de unas 18 hectáreas de extensión que se encuentra en Saeki-ku, Hiroshima, Japón.

## Localización
El Jardín Botánico de Hiroshima se encuentra situado en la parte occidental de la isla de Honshu, frente al mar Interior de Seto.
Se puede llegar mediante el autobús de línea que va a Shokubutsu-koen saliendo de la central de autobuses de Hiroshima y se tarda unos 50 minutos.
Hiroshima-shi Shokubutsu Kōen, Saeki-ku, Hiroshima-shi, Hiroshima-ken Honshū-jima Japón.
Planos y vistas satelitales.34°23′30.9″N 132°20′49″E / 34.391917, 132.34694
El jardín es visitable por el público en general, de 9:00 a 16:30, del domingo al martes, pagando una tarifa de entrada.

## Historia
El jardín fue abierto al público el 3 de noviembre de 1976.

## Colecciones
El Jardín Botánico de Hiroshima, se encuentra situado en un terreno ondulado cubriendo un área de alrededor 18 hectáreas. Desde su inicio, el jardín ha estado incrementando sus colecciones de plantas exóticas así como de las endémicas.
El jardín tiene una colección de plantas de flor de varias partes de mundo, y se ha organizado en un número de secciones de exhibición. También tiene varias plantas clásicas japonesas de horticultura, por ejemplo gloria de mañana y primavera japonesa.
El jardín organiza una variedad de actividades a lo largo del año, ( incluyendo la investigación ), para crear un ambiente de inquietud de conocimiento en la gente, sobre la vida de las plantas y para tal fin se muestran las plantas organizadas en varias colecciones:
- Invernadero de 21 metros de altura en el centro del jardín tiene unas 1000 especies plantas tropicales, ( frutas tropicales, orquídeas, palmas ) con unas 15.000 plantas.
- Colección de Begonias
- Colección de Fuchsias,
- Colección de Camelias
- Jardín Filogénico,
- Rocalla,
- Jardín japonés.
- Laboratorio de investigación.